# Peperomia linaresii
Peperomia linaresii är en pepparväxtart som beskrevs av Véliz. Peperomia linaresii ingår i släktet peperomior, och familjen pepparväxter. Inga underarter finns listade i Catalogue of Life.